# Playa El Rinconín
Playa El Rinconín är en strand i Spanien.   Den ligger i regionen Asturien, i den norra delen av landet, 400 km norr om huvudstaden Madrid.